# Dyskolos
Dyskolos (griechisch δύσκολος „Griesgram“, „Menschenhasser“, „Misanthrop“) ist der Titel einer Komödie des griechischen Dichters Menander. Es ist das einzige seiner Werke – und überhaupt das einzige Werk der Neuen Komödie – das nahezu vollständig überliefert ist: 969 Verse in fünf Akten und einem Prolog des Gottes Pan mitsamt Angaben über die Aufführungszeit und der Inhaltsangabe auf elf beidseitig beschriebenen, bis auf geringe Lücken gut erhaltenen Blättern aus dem 3. Jh. n. Chr. Die Papyrus-Abschrift erwarb um 1957 der Genfer Bücherfreund Martin Bodmer und stellte sie danach der Wissenschaft zur Verfügung (Erstausgabe März 1959).
Der Dyskolos wurde 316 v. Chr. bei den Lenaia uraufgeführt und gewann den ersten Preis.

## Personen
- Pan, Hirtengott
- Knemon, ein Bauer
- Knemons Tochter
- Simikhe, alte Amme, Sklavin des Knemon
- Gorgias, Stiefsohn des Knemon
- Daos, Sklave des Gorgias
- Myrrhine, Mutter des Gorgias und ehemalige Frau des Knemon (stumme Rolle)
- Sostratos, Bewerber um Knemons Tochter
- Khaireas, Handlanger des Sostratos
- Pyrrhias, Sklave des Sostratos
- Getas, Sklave des Sostratos
- Kallippides, Vater des Sostratos
- Sikon, Koch
- Chor

## Inhalt
Das Werk ist eine Charakterkomödie, kein Intrigenstück: Es geht um die spaßig-ironische Zeichnung verschiedener Charaktere und nicht um die Auflösung verwickelter „komischer“ Situationen.
Mit einer Tochter von der Frau, die damals schon
ein Knäblein hatte, blieb der Schwierige allein
auf seinem Landgut, denn die Frau hielt das nicht aus.
Entbrannt in Liebe zu der Maid, kam Sostratos
um sie zu frein. Dem Schwierigen war das nicht recht.
Günstig gestimmt wird nur ihr Bruder: jener selbst
kann gar nichts machen. Doch als Knemon abgestürzt
in einen Brunnen, hilft sogleich ihm Sostratos.
Mit seiner Frau söhnt sich der Alte aus, die Maid
gibt er dem jungen Manne freiwillig zur Frau,
und dessen Schwester akzeptiert er, – denn nun ist
er zahm geworden, – für den Gorgias als Frau.
Schauplatz der Komödie ist der Ort Phyle in Attika mit einer heiligen Grotte des Hirtengottes Pan.
Auf der einen Seite der Grotte liegt der Hof des Bauern Knemon, der dort mit seiner Tochter und deren alter Amme Simiche wohnt. Auf der gegenüberliegenden Seite wohnt sein Stiefsohn Gorgias, dessen Mutter Myrrhine, die den Knemon wegen seines üblen Charakters verlassen hat, und der Sklave Daos. Pan erzählt dem Publikum in einem Prolog, dass er eine Liebesbeziehung zwischen Knemons Tochter und Sostratos, dem Sohn des reichen Kallipides, eingefädelt hat, um das Mädchen aus seiner Armut und der Herrschaft des tyrannischen und griesgrämigen Vaters zu befreien.
In den folgenden Szenen legt sich Knemon mit Sklaven und Nachbarn an, und man ist allgemein der Meinung, dass der Mann immer ein Ekel bleiben und sich nie ändern wird. Sostratos, der das Mädchen für sich gewinnen will und in seiner Werbung von deren Stiefbruder Gorgias unterstützt wird, glaubt aber nicht so recht an einen Erfolg, da Knemon ihn verabscheut. Daraufhin rät ihm Gorgias’ Sklave, sich als Knecht bei Knemon zu verdingen und hart für ihn zu arbeiten, um dadurch Anerkennung zu erwerben.
In Pans Grotte soll ein Opferfestmahl vorbereitet werden. Als der Koch Sikon  bei Knemon einen Topf ausleihen will, wird er, wie nicht anders zu erwarten, von dem Rüpel davongejagt. Zu dem Opfermahl sind Sostratos' Eltern eingeladen, und Sostratos beschließt, zusammen mit Gorgias und dessen Sklaven Daos ebenfalls zum Fest zu kommen. Da stürzt die jammende Simiche herbei: Sie sollte Wasser im Brunnen schöpfen, doch fiel der Krug in den Brunnen, und ebenso die Hacke, mit der sie den Krug herausangeln wollte. Mit dieser Hacke sollte sie aber jetzt sofort den Stall ausmisten, so habe es Knemon, ihr Herr, verlangt. Beim Versuch, Hacke und Krug aus dem Brunnen zu holen, fällt Knemon selbst ins Wasser. Mit Hilfe von Gorgias und Sostratos gelingt es, den Bauern aus dem Brunnen herauszuholen. Knemon muss nun erkennen, dass er auf die Hilfe von anderen angewiesen ist und er sich mit seiner Misanthropie nur selbst schadet. Er gibt seine Tochter dem Sostratos zur Frau, wird aber wohl seinen Charakter nicht verändern.

## Ausgaben auf Deutsch
- Eberhard Rechenberg, Hg., Übers. und Einl.: Menander: „Der alte Griesgram“. Übers. des M.: Ernst R. Lehmann-Leander, Wolfgang Tilgner. In: Griechische Komödien. (Aristophanes, Menander). Reihe: Sammlung Dieterich, 277. Dieterich’sche Verlagsbuchhandlung, Leipzig 1966[2]
- Georg Wöhrle, Übers.: Der Schwierige. 2008 Deutsche Uraufführung in der Universität Trier, Rezension, Interpretation
- Walter Hofmann u. a. Übers.: Antike Komödien. Aristophanes, Menander, Plautus, Terenz. Reihe: Bibliothek der Weltliteratur. Aus dem Griech. und Lat.- Aufbau, Berlin 1967[3]
- Klaus Eder, Hg.: Antike Komödie. Aristophanes, Menander, Plautus, Terenz. Reihe: Friedrichs Dramatiker des Welttheaters, 30. Deutscher Taschenbuchverlag dtv 6830, München 1974 (zuvor im Friedrich Verlag, Velber 1968)[4]
- Meisterwerke der antiken Komödie: Aristophanes, Menander, Plautus, Terenz. Anaconda, Köln 2007 ISBN 3-86647-161-0

## Belege
1. ↑  Zitiert nach Aristophanes von Byzanz. In: Menander: Dyskolus/Dyskolos (Sammlung Tusculum). Heimeran, München 1960, S. 7 (Text in griechischer und deutscher Sprache.)
2. ↑  insges. 510 S. Auch im Verlag Carl Schünemann, Bremen. Vorwort: Wesen und Werden der Antiken Komödie; Aristophanes, Die Vögel; Menander, Der alte Griesgram; Plautus, Pseudolus UND Amphitryon UND Das Dreigroschenstück; Terenz, Die Brüder. Nachwort zu den Übersetzungen. Auch bei Deutsche Buchgemeinschaft, Berlin 1960, mit nur 405 S.
3. ↑  Diese Komödie unter dem Titel Das Rauhbein.- Insg. 658 S.- Von Aristophanes: Wolken UND Frieden UND Die Frösche UND Die Vögel; von Plautus: Der Goldtopf UND Der Maulheld; von Terenz: Die Brüder
4. ↑  174 S. - Abschnitte je Autor bzw. Werk: Lebensdaten; Zeit und Werk; Analyse und Interpretation der Stücke; Das Werk auf der Bühne; Aufführungen in Bildern; Bibliographie